# Karl Eirik Schjøtt-Pedersen

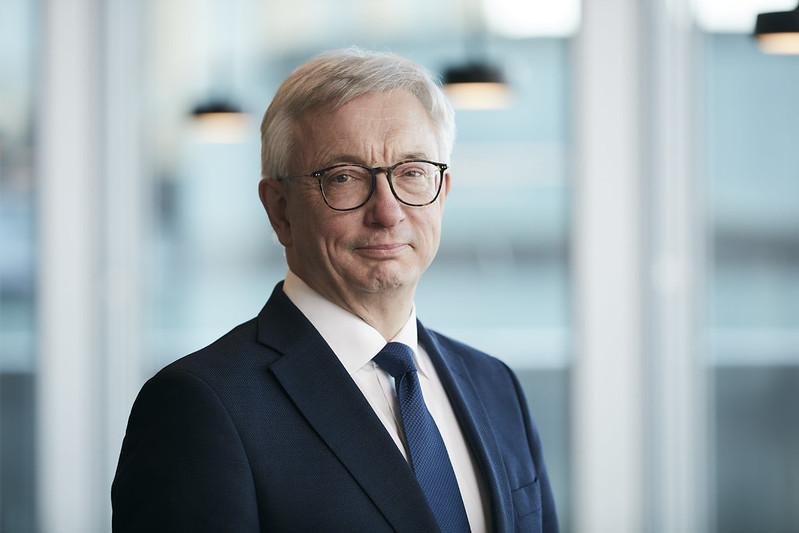
Karl Eirik Schjøtt-Pedersen

Karl Eirik Schjøtt-Pedersen, född 3 oktober 1959 i Vardø, är en norsk politiker från Arbeiderpartiet. Han var stortingsledamot (för Finnmark fylkes valkrets) 1986–2006, fiskeriminister under Regeringen Jagland 1996–1997, finansminister under Regeringen Stoltenberg I 2000–2001 och stabschef vid statsministerns kansli under Regeringen Stoltenberg II 2006–2013 (först som statssekreterare och från 2009 som statsråd).